# Spitzberg (Šluknovská pahorkatina)
Spitzberg (česky doslovně Špičák) je vrch o nadmořské výšce 385 m nacházející se na území obce Schmölln-Putzkau (místní část Putzkau) v zemském okrese Budyšín v Sasku.

## Charakteristika
Vrch leží v německé části Šluknovské pahorkatiny (Lausitzer Bergland) a její mesogeochoře Severní hornolužická vrchovina (Nördliches Oberlausitzer Bergland). Na východě na Spitzberg navazuje vrch Hoher Hahn (445 m). Při severním úpatí končí Šluknovská pahorkatina a začíná Západolužická pahorkatina a vrchovina. Geologické podloží tvoří hybridní dvojslídý granodiorit. Půdní pokryv představuje podzolová kambizem a parakambizem, kterou při vodotečích doplňuje glej až koluvizem. Jižní díl kopce náleží k povodí Wesenitz, severní pak k povodí Hoyerswerdaer Schwarzwasser. Celý vrch náleží k povodí Labe a k úmoří Severního moře. Většina vrchu je zalesněná převážně jehličnatým lesem, na úpatích se však nacházejí zemědělské plochy. Vrch leží v chráněné krajinné oblasti Oberlausitzer Bergland.